# Angalagodige, Tirthahalli
Angalagodige là một làng thuộc tehsil Tirthahalli, huyện Shimoga, bang Karnataka, Ấn Độ.